# Mastomys
A Mastomys az emlősök (Mammalia) osztályának a rágcsálók (Rodentia) rendjébe, ezen belül az egérfélék (Muridae) családjába tartozó nem.

## Rendszerezés
A nembe az alábbi 8 élő faj tartozik:
- Mastomys awashensis Lavrenchenko, Likhnova, & Baskevich, 1998
- Mastomys coucha Smith, 1834 – típusfaj
- nagy sokcsecsűpatkány (Mastomys erythroleucus) Temminck, 1853
- Mastomys huberti Wroughton, 1909
- Mastomys kollmannspergeri Petter, 1957 - szinonimája: Mastomys verheyeni
- natali sokcsecsűpatkány (Mastomys natalensis) Smith, 1834 - szinonimája: Mastomys hildebrandtii
- Mastomys pernanus Kershaw, 1921
- Mastomys shortridgei St. Leger, 1933

A fenti 8 élő fajon kívül még 3 fosszilis fajt is felfedeztek:
- Mastomys batei - középső és késő pleisztocén
- Mastomys galilensis - kora pleisztocén
- Mastomys levantinus - kora pleisztocén